# Walery Jastrzębiec-Rudnicki
Walery Jastrzębiec-Rudnicki herbu Jastrzębiec (ur. 15 września?/27 września 1888 w Kijowie, zm. 3 czerwca 1962 w Warszawie) – polski autor, konferansjer, dyrektor kabaretów, działacz kulturalny i związkowy. Z wykształcenia prawnik.

## Biogram
Był synem Leopolda Rudnickiego i Barbary z Dębczyńskich. Ukończył gimnazjum w Kamieńcu Podolskim, następnie studia na Wydziale Prawa Uniwersytetu w Kijowie. W latach 1911–1919 pracował jako adwokat. W latach 1918–1919 był wiceministrem ds. polskich w Centralnej Radzie Ukraińskiej. W latach 1920–1923  sprawował funkcję głównego radcy prawnego Ministerstwa Pracy i Opieki Społecznej. Był współorganizatorem (1918), sekretarzem i wiceprezesem Związku Artystów Scen Polskich (ZASP) oraz działaczem i dyrektorem  generalnym (w drugiej połowie lat 30) ZAIKS-u.
Działalność artystyczną rozpoczął w 1922 jako autor i konferansjer w warszawskim teatrzyku satyrycznym „Stańczyk”, gdzie recytował także własne satyry a po jego zamknięciu, od 1924, w kabarecie „Qui Pro Quo”. W 1925 założył i kierował kabaretem „Eldorado”, a rok później kabaretem „Olimpia”. W 1927 założył i prowadził teatrzyki „Wodewil” i „Bagatela”. Od ok. 1928 przebywał w Krakowie i  Łodzi, gdzie założył Teatr Literacko-Artystyczny „Gong” (przy ob. ul. S. Więckowskiego 17). Po powrocie do Warszawy stworzył kabaret „Ananas”, później „Nowy Ananas”, który prowadził do końca 1932. Od połowy lat 30. zajął się głównie działalnością społeczną, którą kontynuował po II wojnie światowej. W latach 1947–1949 pełnił ponownie funkcję dyrektora generalnego ZAIKS-u. Był członkiem władz ZAKR-u oraz ZASP-u (do jego rozwiązania w 1950). Był twórcą wielu programów kabaretowych, skeczy, satyr i licznych piosenek. Napisał swoje wspomnienia w tomie Dymek z papierosa (1959).
Był mężem Hanny Runowieckiej (1906–1982), tancerki, aktorki i śpiewaczki.
Pochowany został na cmentarzu Powązkowskim w Warszawie (kwatera 65-2-13).

## Piosenki
- Gwiazdy to czy oczy twe (muz. Kazimiera Wirska) – 1930
- Moja żonka i ja (Zygmunt Wiehler) – 1930
- Szczęście trzeba rwać jak świeże wiśnie (Zygmunt Białostocki) – 1931
- Skrwawione serce (Fanny Gordon) – 1931
- Ja przedwojenny wolę styl (Zygmunt Białostocki) – 1931
- Całuj (A.T. Adam) – 1932
- Wiosna nas pogodzi (Artur Gold) – 1932
- Najpiękniejsze tango (Jan Englard) – 1934
- Cóż jest wart cały świat (Jan Ernst (Erjan)) – 1935
- Grzech (Dawid Bajgelman) – 1934
- Hanko (Zygmunt Białostocki)
- Irena (Zygmunt Białostocki)
- Zosiu (Zygmunt Białostocki)
- Czy mu dać (Zygmunt Białostocki)
- I tak mi ciebie żal (Fanny Gordon)
- Jesienne marzenia (Zygmunt Białostocki)
- Już dziś nie płaczę (Z. Wiehler)
- To grzech (Jakub Kagan)
- Za jedną noc (muzyka Zygmunt Karasiński)
- Przestań płakać, kochanie (Jerzy Wasiak) – 1946
- Gdybyś chciał (Leszek Chwaściński) – 1949